# Chrysler Imperial
O Chrysler Imperial foi um carro da empresa Chrysler. Foi o carro mais caro entre o ano de 1926 e 1954, chegando a custar US$ 500,000.00 a versão Presidential e US$ 450,000.00 a versão Luxury.
Em 1930, Johnataham Quimby, irmão do desenhista Fred Quimby desenhou para a Chrysler, o modelo esportivo e sedan dele, sendo chamado Chrysler Imperial Parade Phaeton Sedan e Chrysler Imperial Parade Phaeton Sport.
Em meados da década de 1980, a Chrysler tentou desenvolver um novo modelo, para obter novamente um carro de tanto luxo, foi nessa época que a Chrysler desenvolveu o Chrysler Imperial lançado no ano de 1990, que foi o maior fracasso e saiu de linha 3 anos depois, mas a Chrysler tem projetos de recriá-lo novamente, porém como modelo esportivo, e não de Luxo, já que o atual modelo de luxo da Chrysler é o 300C.

## Automobilismo

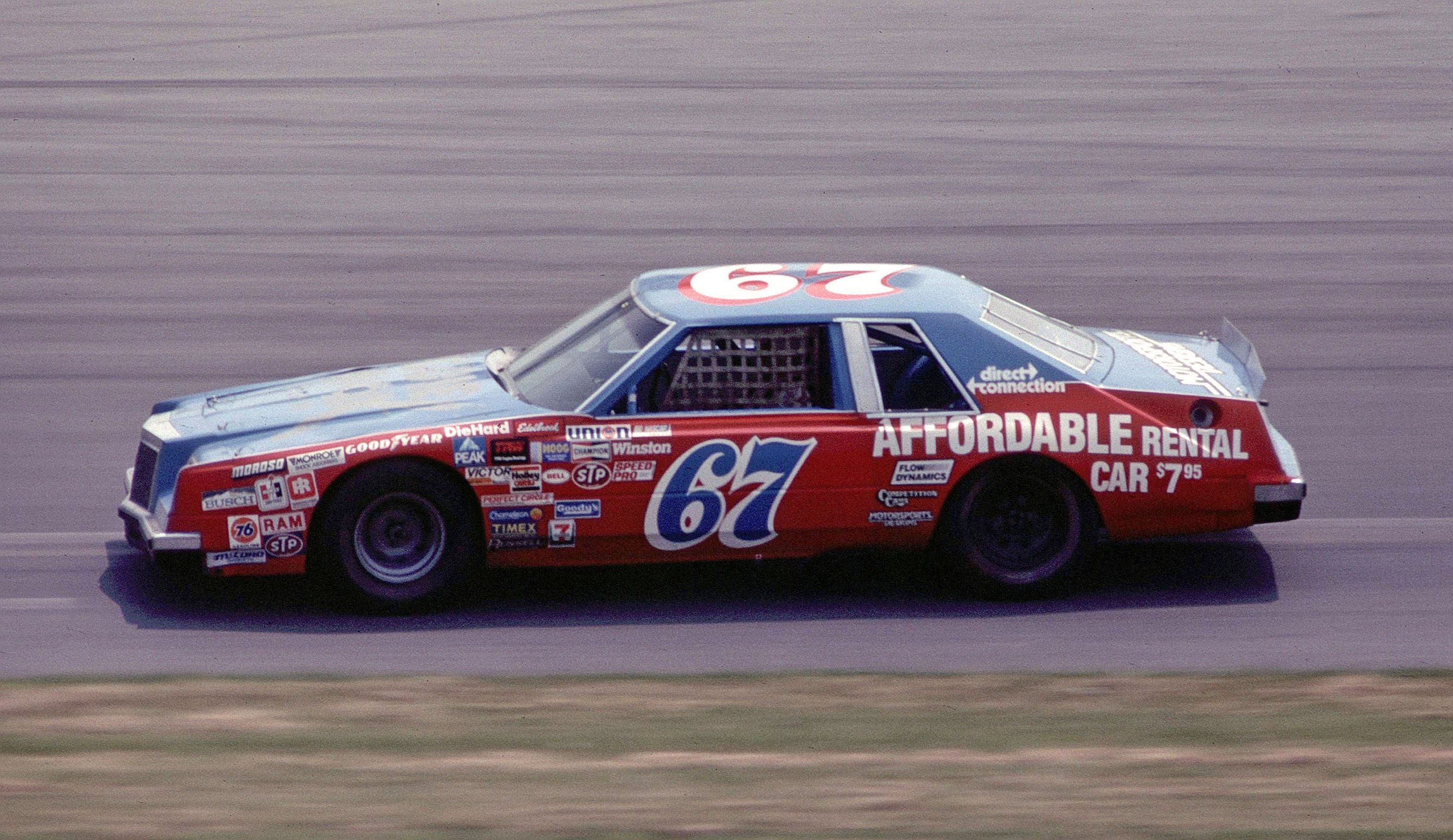
Chrysler Imperial na NASCAR em 1984.

O Imperial representou a Chrysler na NASCAR entre os anos 1981 a 1985.